# Bernie Coulson
Bernie Coulson (n. 1965) es un actor conocido por sus papeles en The X Files, como Michael Reardon en Intelligence y Pipefitter, el baterista de una banda punk, en Hard Core Logo. También hizo el papel de Rick Diesel en Eddie and The Cruisers II, Eddie Lives.

## Primeros años
Nació y fue criado en Vancouver, Columbia Británica, donde se graduó de Magee High School en 1983. Por un tiempo, fue el compañero de cuarto de Brad Pitt.

## Carrera
Apareció en Macgyver en 1988. Interpretó a Sid en Huckleberry Finn and His Friends. Interpretó a Sal en Loverboy junto a Patrick Dempsy.
También interviene en Acusados de 1988, junto a Jodie Foster